# Cson Gvangik
Cson Gvangik (hangul: 전광익, handzsa: 全光益, RR: Jon Kwang-ik; Phenjan, 1988. április 5. –) észak-koreai labdarúgó, az élvonalbeli Amnokkang (Amrokgang) hátvédje.
Az észak-koreai labdarúgó-válogatottal részt vett a 2010-es labdarúgó-világbajnokság selejtezőin, a 2011-es Ázsia-kupa-és a 2012-es AFC Challange-kupa keretének is tagja volt. Juniorként ott volt a 2005-ös U17-es labdarúgó-világbajnokságon és a 2007-es U20-as labdarúgó-világbajnokságon.